# Laurent Croux
Laurent Croux, (1864 - 1939) foi um alpinista e guia de alta montanha italiano, originário de Courmayeur, no Vale de Aosta.   

## Biografia
Laurent Croux torna-se guia de alta montanha em 1891 que se pôs ao serviço dos reputados alpinistas Francesco Gonella e Alessandro Sella.   Mais tarde acompanha a rainha Margarida de Saboia e o seu sobrinho, o duque de Abruzzes, mas também Paul Güssfeldt, John Percy Farrar, Julius Kugy e Humphrey Owen Jones.  Com o duque de Abruzzes participa nas sua expedições nos Alpes em  1893 e 1898 e no Alasca en  1897.
Depois de um acidente numa serraria em 1916 fica como responsável mais idoso da Sociedade dos guias de Courmayeur.

## Ascensões
- 1891 - Primeira ascensão invernal das Grandes Jorasses, a 4 de Janeiro
- 1892 - Travessia  do Monte Branco pelo esporão da Brenva em 5 dias e 4   bivouacs
- 1897 - Primeira ascensão do Monte Santo Elias a 31 de Julho em companhia de Louis-Amédée de Savoie e dos membros da sua équipa : Jean-Antoine Maquignaz, Joseph Petigax, o fotógrafo Vittorio Sella, Francesco Gonella, Umberto Cagni, Erminio Botta, Filippo De Filippi et André Pellissier
- 1898 - Primeira ascensão dos picos Hélène (4 045 m) e Marguerite (4 066 m) das Grandes Jorasses em companhia de Louis-Amédée de Savoie, Joseph Petigax et César Ollier
- 1904 - Travessia da Aiguille des Grands Charmoz
- 1909 - Primeira travessia da Agulha Branca de Peuterey, do Frêney na Brenva
- 1909 - Primeiro percurso sudoeste da Agulha Branca de Peuterey com Humphrey Owen Jones
- 1911 - Aresta oeste das Grandes Jorasses avec Geoffrey Winthrop Young, Humphrey Owen Jones e Joseph Knubel, a 14 de Agosto